# Alexander Schmieden
Alexander Schmieden (* 5. Juli 1993) ist ein deutscher Fußballspieler.

## Karriere
Schmieden begann das Fußballspielen beim SV St. Ingbert. Später wechselte er zu Borussia Neunkirchen und 2011 ging er zum 1. FC Saarbrücken in die A-Junioren-Bundesliga. Ein Jahr später wechselte er weiter zur SV Elversberg. Dort wurde er sowohl in der ersten als auch in der zweiten Mannschaft eingesetzt. 2012/13 bestritt er fünf Regionalligaspiele für die Senioren. In der Folgesaison, in der die SV Elversberg in der Dritten Liga spielte, kam er nur zu einem Kurzeinsatz. Auch nach dem direkten Wiederabstieg der Elversberger in die Regionalliga spielte Schmieden weiter hauptsächlich für die zweite Mannschaft der SVE. Zur Saison 2015/16 wechselte er zum FK Pirmasens und ein Jahr später ging Schmieden in die Oberliga zum SV Saar 05 Saarbrücken. Ab 2018 lief er für den FSV Jägersburg auf. Im Sommer 2021 wechselte er zunächst zum SV Röchling Völklingen, kehrte nach der Winterpause jedoch wieder zum FSV Jägersburg zurück.